# 保険外併用療養費
保険外併用療養費（ほけんがいへいようりょうようひ）とは、健康保険法等を根拠に、日本の公的医療保険において、被保険者が保険給付の対象外のものを含んだ療養について、保険対象部分の保険給付を行うものである。健康保険法等の改正により、2006年（平成18年）10月より従前の特定療養費制度を置き換える形で導入された。
日本の保険医療では混合診療が禁止されていて、保険外診療を受けた場合は保険が適用される診療も含めて、医療費の全額が自己負担となる（医療保険各法による「療養の給付」を受けることができなくなる）。しかし、保険外診療を受ける場合でも、厚生労働大臣の定める療養については、保険診療との併用が認められており、通常の治療と共通する部分（診察・検査・投薬・入院料等）の費用については、一般の保険診療と同様に扱われ、その部分については一部負担金を支払うこととなり残りの額は「保険外併用療養費」として保険者から給付が行われる。以下では健康保険に基づいて述べるが、他の公的医療保険（船員保険、国民健康保険、後期高齢者医療制度、共済組合等）でも内容はほぼ同一である。
- 健康保険法について、以下では条数のみ記す。

## 歴史
21世紀初頭、医療技術の進歩や情報の普及が進んだことから、小泉内閣下の規制改革・民間開放推進会議では、混合診療の解禁を厚生労働省に求めていた。この議論の末、2006年10月の改正法施行により、国民の安全性を確保し、患者負担の増大を防止するといった観点も踏まえつつ、国民の選択肢を拡げ、利便性を向上するという観点から、従前の特定療養費制度が見直され、保険給付の対象とすべきものであるか否かについて以下の2点に再編された。
- 評価療養 : 適正な医療の効率的な提供を図る観点から評価を行うことが必要なもの。将来の保険適用を目指すもの。
- 選定療養 : 被保険者の選定に係る。保険適用としない。

さらに2016年（平成28年）4月の改正法施行により、新たに「患者申出療養」が加わった。
保険外併用療養費では保険対象外と保険対象が混じった費用の扱いになるが、あくまで国民皆保険の堅持を前提とするものであり、混合診療を無制限に解禁するものではない。しかし、少数ながら選定療養を、医療保険制度の中で例外的に許された「混合診療」と捉える人もいる。選定療養が「混合診療」か否かは、「混合診療」という言葉の定義の問題である。
また、特別料金部分は、高額療養費支給の対象にはならない。

## 概説
被保険者が、保険医療機関等のうち自己の選定するものから、評価療養、選定療養又は患者申出療養を受けたときは、その療養に要した費用について、保険外併用療養費が支給される（第86条）。また、被扶養者の保険外併用療養費にかかる給付は、家族療養費として給付が行われる（第110条）。日雇特例被保険者も、保険料納付要件を満たすことにより、日雇特例被保険者本人及びその被扶養者について保険外併用療養費・家族療養費の支給が行われる（第131条）。
これらの療養を受けた場合、特別料金部分については被保険者が全額負担しなければならない。しかし、診察、検査、投薬、入院料などの基礎部分（保険給付と共通する部分）については保険外併用療養費として保険給付の対象となり、被保険者は一部負担金（原則3割。食事療養標準負担額・生活療養標準負担額は別料金）を窓口で支払えばよい（現物給付）。療養を受けようとする者は、やむを得ない場合を除き、被保険者証を（70歳以上の者は、高齢受給者証を添えて）当該保険医療機関等に提出しなければならない（施行規則第53条）。
保険外併用療養費の支給対象となる診察等は、患者に対する情報提供を前提として、患者の自由な選択と同意がなされたものに限られる（平成24年3月26日保医発0326第5号）。そのため、その内容を患者等に説明することが医療上好ましくないと認められる診察等は、保険外併用療養費の対象とならない。具体的には、
- 保険医療機関等は、院内の患者の見やすい場所に、取り扱う保険外併用療養費の対象となる診察等についてその内容と費用等について掲示をしなければならず（保険医療機関及び保険医療養担当規則第2条の6）、患者が選択しやすいようにすることとなっている。
- 保険医療機関等は、あらかじめ、対象となる治療内容や負担金額等を患者に明確かつ懇切丁寧に説明し、文書により同意を得なければならない（保険医療機関及び保険医療養担当規則第5条の4、平成28年3月4日保医発0304第12号）。患者側でも、説明をよく聞くなどして、内容について納得したうえで同意することが必要である。なお、この文書は、当該保険医療機関が保存し、必要に応じ提示できるようにしておくこと。
- 保険医療機関等は、正当な理由がない限り、一部負担金とその他の費用（食事療養標準負担額・生活療養標準負担額がある場合にはこれらについても）とを個別の費用ごとに区分して記載した領収書を無償で交付しなければならない（施行規則第64条、保険医療機関及び保険医療養担当規則第5条の2）。

## 評価療養
評価療養とは、厚生労働大臣が定める高度の医療技術を用いた療養その他の療養であって、療養の給付の対象とすべきものであるか否かについて、適正な医療の効率的な提供を図る観点から評価を行うことが必要な療養（患者申出療養を除く）として厚生労働大臣が定めるものをいう（第63条2項3号）。具体的には以下のとおりである。
- 先進医療・・・厚生労働大臣が定める先進医療（先進医療ごとに厚生労働大臣が定める施設基準に適合する病院又は診療所において行われるものに限る）
- 医薬品、医療機器、再生医療等製品の治験に係る診療
- 薬事法承認後で保険収載前の医薬品、医療機器、再生医療等製品の使用
- 薬価基準収載医薬品の適応外使用（用法・用量・効能・効果の一部変更の承認申請がなされたもの）
- 保険適用医療機器、再生医療等製品の適応外使用（使用目的・効能・効果等の一部変更の承認申請がなされたもの

### 先進医療
先進医療とは、大学病院など厚生労働大臣が定める施設基準に適合する医療機関で実施される先端技術を用いた医療のうち、厚生労働大臣の承認を受けたものを指す。2006年10月の改正法施行により、従来の高度先進医療から改編され開始された。医療機関からの申請に基づき、厚生労働省内の先進医療会議が新技術の安全性、倫理性、有効性などを審査し、確認した上で、一定の要件を満たす病院などで行われる。2013年（平成25年）3月現在、106技術が承認されている。またこれまでに63技術が保険適用となり、38技術が効果が確認されなかったために承認を失った。
先進医療は、先進医療会議において先進医療A（未承認・適用外の医薬品・医療機器の使用を伴わない医療技術、人体への影響が極めて小さい医療技術）と先進医療B（未承認・適用外の医薬品・医療機器の使用を伴う医療技術、あるいは伴わない場合であっても特に重点的な観察・評価を必要とするもの）とに振り分けられ、特に先進医療Bは先進医療技術審査部会において技術的妥当性、計画書等の入念な審査が行われる。審査の結果、妥当と判断されれば、先進医療Aは実施可能な医療機関の施設基準を設定し、先進医療Bでは医療機関ごとに個々に実施の可否を決定する。

## 選定療養
選定療養とは、被保険者の選定に係る特別の病室の提供その他の厚生労働大臣が定める療養をいう（第63条2項5号）。患者が選定し、特別の費用負担をする追加的な医療サービスのことである。具体的には以下のとおりである。
- 特別の療養環境の提供（いわゆる差額ベッド代）
- 歯科の金属材料差額（金属床総義歯、金合金等）
- 200床以上の病院の初診、一定期間後の再診[注 2]
- 予約診察制をとっている病院での予約診療
- 規定回数以上の医療行為（リハビリなど）
- 診療時間外の診療（緊急やむを得ない場合は保険適用（診療報酬点数表上の「時間外加算」の対象となる））
- 180日を超える入院（入院医療の必要性が高い場合は除く）
- 小児う蝕の治療後の継続管理（フッ素付加等）
  - 13歳未満で虫歯の数が多く、歯科医院で虫歯予防についての継続的な指導を受けている場合は保険適用。
- 後発医薬品のある先発医薬品（長期収載品）を患者が希望する場合
  - 薬価が一番高い後発医薬品と先発医薬品との価格差の４分の１相当に消費税を加えた分が特別の費用負担となる[1]。

### 特別の療養環境の提供
従来、入院診療のみを対象としてきたが、2020年（令和2年）の改正により外来診療にも選定療養費の徴収が認められることとなった。

### 200床以上の病院の初診、一定期間後の再診
1994年（平成6年）の医療法改正により、医療施設はその規模や特質に応じて機能分担をすることが推進されている。「初期の診療は地域の医院・診療所で、高度・専門医療は200床以上の病院で」行うことを目的に、「200床以上の病院」を訪れる患者は、特別な医療を求めていると考えられ、「選定療養」の対象となる。
さらに2016年（平成28年）4月1日からは、フリーアクセスの基本は守りつつ、機能分化をさらに進めるとともに、病院勤務医の負担軽減を図るため、特定機能病院・500床（令和2年4月1日より200床）以上の地域医療支援病院においては、自己負担金の「徴収義務化」が決定した。
患者の疾病について医学的に「初診」といわれる診療行為が行われた場合に徴収できるものであり、自ら健康診断を行った患者に診療を開始した場合等には、徴収できない。同時に2以上の傷病について初診を行った場合においても、1回しか徴収できない。1傷病の診療継続中に他の傷病が発生して初診を行った場合においても、第1回の初診時にしか徴収できない。なお医科・歯科併設の病院においては、お互いに関連のある傷病の場合を除き、医科又は歯科においてそれぞれ別に徴収できる（平成28年3月4日保医発0304第12号）。
この料金については、その徴収の対象となる療養に要するものとして、社会的にみて妥当適切な範囲の額とすること。またこの料金等の内容を定め又は変更しようとする場合は、地方厚生（支）局長にその都度報告するものとすること（平成28年3月4日保医発0304第12号）。
なお以下の場合は徴収は行わない。
- 他院からの診療情報提供書（いわゆる紹介状）を持参した場合
- 生活保護法の医療扶助の対象となっている者
- 特定の疾患や障害などで、各種の公費負担医療を受給している者
- 緊急その他やむを得ない事情がある場合（救急車での搬送など）
  - 社会福祉法に規定するいわゆる「無料低額診療事業」の実施医療機関において、当該制度の対象者について初診に係る特別の料金の徴収を行うこと、及びエイズ拠点病院においてHIV感染者について、初診に係る特別の料金の徴収を行うことは、「やむを得ない事情がある場合」に該当するものとして認められない（平成28年3月4日保医発0304第12号）。
  - 救急車で搬送されたものの、入院しなかった場合などは徴収される場合がある[3]。

2020年（令和2年）7月1日現在、初診の選定療養費を徴収していると地方厚生（支）局長に報告した病院が1165、そのうち過半の659が「4951円~5500円」の範囲内の金額を徴収しているとした。徴収額の平均は3987円、最高額は11000円、最低額は200円であった。

### 予約診療
その実施の取り扱いは、以下による（平成28年3月4日保医発0304第12号）。
- 予約診察による特別の料金の徴収に当たっては、それぞれの患者が予約した時刻に診療を適切に受けられるような体制が確保されていることが必要であり、予約時間から一定時間（30分程度）以上患者を待たせた場合は、予約料の徴収は認められないものであること。
- 予約料を徴収しない時間を各診療科ごとに少なくとも延べ外来診療時間の2割程度確保するものとする。なお、この時間帯の確保に当たっては、各診療科における各医師の同一診療時間帯に、予約患者とそうでない患者を混在させる方法によっても差し支えないものとする。
- 予約患者でない患者についても、概ね2時間以上待たせることのないよう、適宜診察を行うものとすること。
- 予約患者については、予約診察として特別の料金を徴収するのにふさわしい診療時間（10分程度以上）の確保に努めるものとし、医師1人につき1日に診察する予約患者の数は概ね40人を限度とすること。
- 上記の趣旨を患者に適切に情報提供する観点から、当該事項について院内に患者にとって分かりやすく掲示するとともに、病院の受付窓口の区分、予約でない患者に対する受付窓口での説明、予約患者でない患者への番号札の配布等、各保険医療機関に応じた方法により、予約患者とそうでない患者のそれぞれについて、当該取扱いが理解されるよう配慮するものとすること。
- 予約料の徴収は、患者の自主的な選択に基づく予約診察についてのみ認められるものであり、病院側の一方的な都合による徴収は認められないものであること。
- 予約料の額は、社会的に見て妥当適切なものでなければならないこと。
- 特別の料金等の内容を定め又は変更しようとする場合は、地方厚生（支）局長にその都度報告するものとすること。
- 専ら予約患者の診察に当たる医師がいても差し支えないものとすること。

2020年（令和2年）7月1日現在、予約診療の選定療養費を徴収していると地方厚生（支）局長に報告した医療機関が790、徴収額の平均は2603円、最高額は33000円、最低額は20円であった

### 180日を超える入院
入院医療の必要性が低いが患者側の事情により長期にわたり入院している者への対応を図る観点から、通算対象入院料、特定機能病院入院基本料及び専門病院入院基本料を算定する保険医療機関への180日を超える入院については、患者の自己の選択に係るものとして、その費用を患者から徴収することができることとしたものである。保険医療機関を退院した後、同一の疾病又は負傷により、当該保険医療機関又は他の保険医療機関に入院した場合（当該疾病又は負傷が一旦治癒し、又は治癒に近い状態（寛解状態を含む）になった後に入院した場合を除く）にあっては、これらの保険医療機関において通算対象入院料を算定していた期間を通算する（令和2年3月5日保医発0305第5号）。
当該制度は、入院医療の必要性が低いが患者側の事情により入院しているものへの対応を図るためのものであることから、以下に掲げる状態等にある患者の入院については、選定療養には該当せず、特別の料金を徴収することは認められないものである（令和2年3月5日保医発0305第5号）。
- 難病患者等入院診療加算を算定する患者（当該加算を算定している期間）
- 重症者等療養環境特別加算を算定する患者（当該加算を算定している期間）
- 重度の肢体不自由者（脳卒中の後遺症の患者及び認知症の患者を除く）、脊椎損傷等の重度障害者（脳卒中の後遺症の患者及び認知症の患者を除く）、重度の意識障害者、筋ジストロフィー患者及び難病患者等
- 悪性新生物に対する腫瘍用薬（重篤な副作用を有するものに限る）を投与している状態（治療により、集中的な入院加療を要する期間）
- 悪性新生物に対する放射線治療を実施している状態（治療により、集中的な入院加療を要する期間）
- ドレーン法又は胸腔若しくは腹腔の洗浄を実施している状態（当該月において2週以上実施していること）
- 人工呼吸器を使用している状態（当該月において1週以上使用していること）
- 人工腎臓、持続緩徐式血液濾過又は血漿交換療法を実施している状態（人工腎臓、持続緩徐式血液濾過は週2日以上実施していること、血漿交換療法は当該月において2日以上実施していること）
- 全身麻酔その他これに準ずる麻酔を用いる手術を実施し、当該疾病に係る治療を継続している状態（当該手術を実施した日から起算して30日までの間に限る）
- 末期の悪性新生物に対する治療を実施している状態
- 呼吸管理を実施している状態
- 頻回に喀痰吸引・排出を実施している状態（当該月において1日あたり8回（夜間を含め約3時間に1回程度）以上実施している日が20日を超えること）
- 肺炎等に対する治療を実施している状態
- 集中的な循環管理が実されている先天性心疾患等の患者
- 15歳未満の患者
- 児童福祉法第6条の2第2項に規定する小児慢性特定疾病医療支援を受けている患者（当該支援を受けている期間）
- 児童福祉法第20条の育成医療の給付を受けている患者（当該給付を受けている期間）
- 造血幹細胞移植又は臓器移植後の拒絶反応に対する治療を実施している患者

2020年（令和2年）7月1日現在、180日を超える入院の選定療養費を徴収していると地方厚生（支）局長に報告した医療機関が620、1人1日当たりの徴収額の平均は1981円、最高額は4710円、最低額は500円であった

## 患者申出療養
患者申出療養とは、高度の医療技術を用いた療養であって、当該療養を受けようとする者の申出に基づき、療養の給付の対象とすべきものであるか否かについて、適正な医療の効率的な提供を図る観点から評価を行うことが必要な療養として厚生労働大臣が定めるものをいう（第63条2項4号）。国内未承認医薬品等の使用や国内承認済みの医薬品等の適応外使用等を迅速に使用したい場合、先進医療の実施基準に外れてしまった場合等を想定している。将来的に保険適用につなげるためのデータ、科学的根拠を集積することを目的とする点で先進医療と共通するが、先進医療は、医療機関が起点となり、先進的な医療を実施するものであったのに対し、患者申出療養は、患者の申出が起点となって、安全性が一定程度確認された上で、身近な医療機関において実施できる仕組みである点に違いがある。
患者は主治医等と相談のうえ、患者申出療養を希望した場合、臨床研究中核病院または特定機能病院に申出を行う。患者は治療の有効性や安全性等の説明を受けたうえで、臨床研究中核病院等が作成した意見書を添えて（意見書の作成が困難な場合、保険外併用療養費の対象とならない）、国に患者申出療養の申請を行う。国による審査期間が大幅に短縮されているのが特徴である（先進医療では6ヵ月程度だったが、患者申出療養では原則6週間（前例がある医療については原則2週間））。なお患者の希望に基づき、保険医療機関において申出に係る相談を実施した場合及び臨床研究中核病院において意見書その他必要な書類を作成した場合には、当該相談及び書類作成に係る費用について、患者から徴収しても差し支えない（平成28年3月4日保医発0304第12号）。